# Tako
Tako este o companie finlandeză, specializată în producerea de hârtie și carton, parte a concernului M-Real.
Sediul și unitățile de producție sunt amplasate în orașul Tampere, pe malul râului Tammerkoski.
Fabrica de hârtie funcționează din anul 1865.
Principalul produs al fabricii este cartonul de înaltă calitate și ambalajele de lux, pentru țigarete, parfumuri, dulciuri etc.
Utilajele produc coli cu lățimea de 3330 mm, la o viteză maximă de 500 m/min și la o greutate specifică de 170–400 g/m². 
Producția anuală este de circa 200 000 tone, din care o mare parte se exportă.

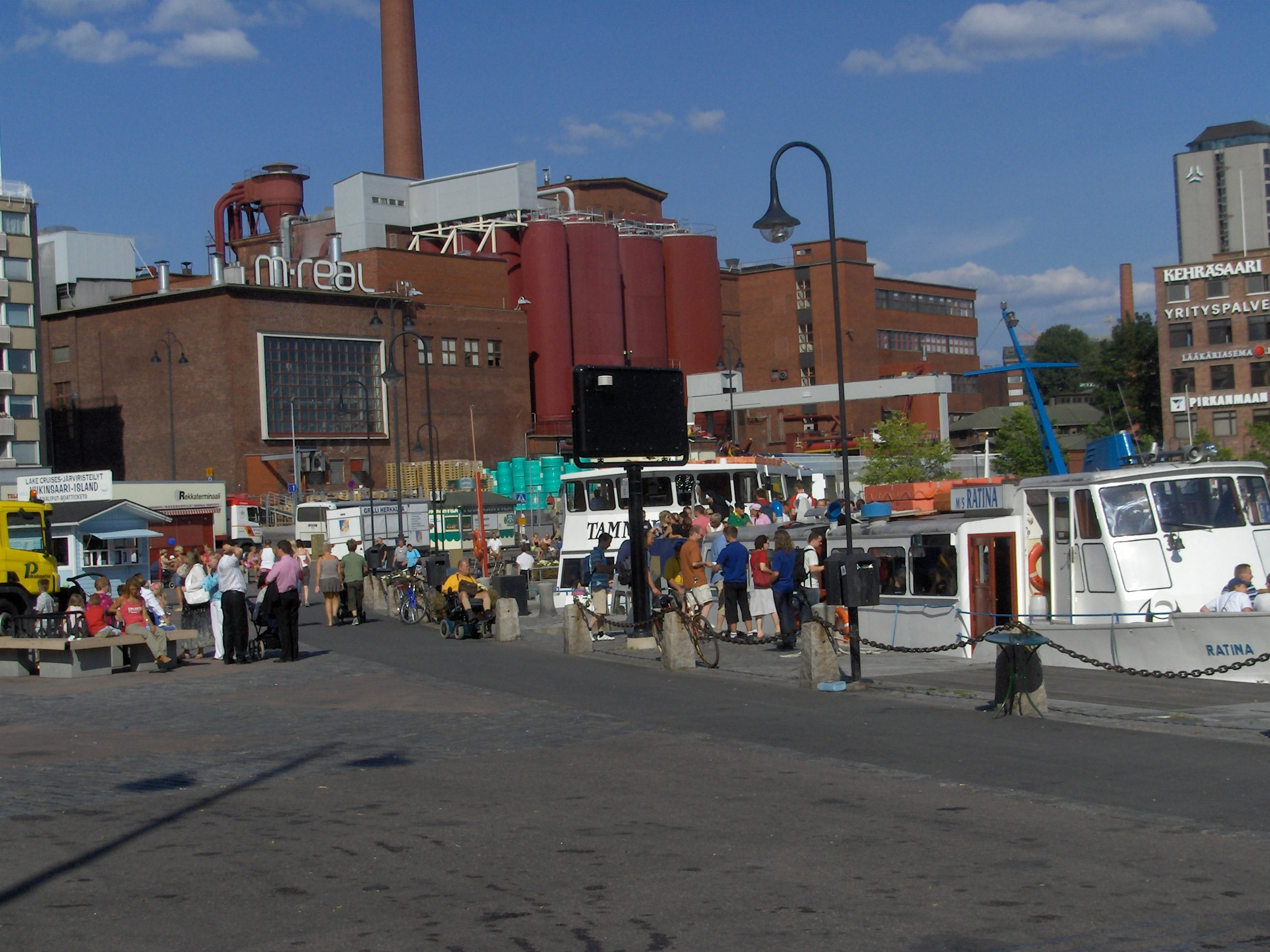
Fabrica Tako, vedere dinspre port